# Polyplax vacillata
Polyplax vacillata är en insektsart som beskrevs av Johnson 1960. Polyplax vacillata ingår i släktet Polyplax och familjen ledlöss. Inga underarter finns listade i Catalogue of Life.